# Ürögdi György
Ürögdi György (Moskovits György, Nagyvárad, 1904. július 8. – Budapest, 1987. január 14.) történész, a történettudományok kandidátusa (1966).

## Élete
Moskovits József (1867–1927) nagyváradi szeszgyáros, vállalkozó és Loewy Anna fia. Freiburgban, Münchenben és Bernben járt egyetemre 1922 és 1926 között. Bernben doktorált közgazdaságtanból 1926-ban, majd 1938-ban a pécsi Erzsébet Tudományegyetemen ókori történelemből kapott bölcsészdoktori diplomát. 1926-tól tisztviselőként dolgozott a Pesti Magyar Kereskedelmi Banknál először Nagyváradon, 1928-tól a Pécsett, 1942-től pedig Budapesten. 1948-ig volt cégjegyző, 1945-től 1948-ig a bank üzemi bizottságának elnöki tisztét töltötte be. 1948-49-ben osztályvezetője volt a Miniszterelnökség Országos Könyvhivatalának, 1949 és 1952 között pedig csoportvezető a Népművelési Minisztériumban. 1953-tól 1958-ig a Képzőművészeti Főiskolán működött mint csoportvezető. 1958-tól 1965-ben történt nyugdíjba vonulásáig vezette a Budapesti Történeti Múzeum római kori csoportját és az Aquincumi Múzeumot. Munkássága a római kori gazdaság- és politikatörténetre terjedt ki.

## Családja
Nagyapja, dr. Lóránt Lipót (1846–1922, Leopold Löwy) előbb a török hadsereg katonaorvosa, majd Pécs, később pedig Baranya vármegye főorvosa, illetve a Pécsi Izraelita Hitközség elnöke volt. Róla kapta nevét a pécsi Lóránt-palota. Apai nagyapja nevét viseli a nagyváradi Moskovits Adolf-palota.

## Fontosabb művei
- Die Handelsbeziehungen zwischen der Schweiz und Rumänien mit besonderer Berücksichtigung der Wirtschaftsverhältnisse (Bern, 1926)
- Lucius Cornelius Sulla (Pécs, 1938)
- A régi Róma (Budapest, 1963)
- Róma kenyere, Róma aranya (Budapest, 1969)
- Kleopátra (Budapest, 1972)
- Kard és törvény. Marius és Sulla kora (Budapest, 1974)
- Nero (Budapest, 1977)
- Róma; Panoráma Kiadó, Budapest, 1983, ISBN 963 243 261 4